# Super Bowl XXXIX
Der Super Bowl XXXIX war der 39. Super Bowl, das Endspiel der Saison 2004 der National Football League (NFL). Am 6. Februar 2005 standen sich die New England Patriots und die Philadelphia Eagles im ALLTEL Stadium, heute TIAA Bank Field, in Jacksonville, Florida, gegenüber. Sieger waren die New England Patriots bei einem Endstand von 24:21. Die Patriots konnten als zweite Mannschaft, nach den Dallas Cowboys, drei Super Bowls innerhalb von vier Jahren und als erste seit 1998 (Denver Broncos) zwei Endspiele hintereinander gewinnen.
New Englands Wide Receiver Deion Branch wurde zum Super Bowl MVP gewählt. Er fing elf Bälle und erzielte damit 133 Yards, konnte aber keine Punkte, wie zum Beispiel einen Touchdown, erzielen. Er ist erst der dritte Offense-Spieler, der Super Bowl MVP wurde, ohne einen Touchdown zu erzielen.

## Hintergrund

### Saisonverlauf

#### New England Patriots
Die Saison der Patriots verlief aufgrund des erfahrenen, um einige Neuzugänge ergänzten, Teams sehr gut. So bekam die Angriffsmannschaft der Patriots durch den Runningback Corey Dillon, der vorher sieben Jahre bei den Cincinnati Bengals spielte, eine große Unterstützung. Dillon verbesserte seine Leistung bei den Patriots sichtlich und erzielte in der Saison 2004 1.635 gelaufene Yards, was noch heute Mannschaftsrekord ist. Weiterhin konnte er zwölf Touchdowns laufen und wurde zum vierten Mal in seinem Leben zum Pro Bowl, dem All-Star-Spiel der National Football League, gewählt. Andere wichtige Läufer waren Kevin Faulk als Fullback und Kick-off-Returner, der in der Saison insgesamt drei Touchdowns erzielte, und Patrick Pass.
Mit Tom Brady hatten sie einen der besten Quarterbacks der Liga. Er komplettierte 288 von 474 Pässen (60,8 %) für insgesamt 3.692 Yards, 28 Touchdowns bei 14 Interceptions. Sein Hauptziel war Deion Branch, der wegen Verletzungen in der Saison aber durch David Givens als ersten Wide Receiver ersetzt wurde.
Die Verteidigung der Patriots war in dieser Saison stark von Verletzungen geprägt, vor allem auf der Position der Cornerbacks. So war die Saison für Tyrone Poole und Ty Law schon am Anfang der Spielzeit verletzungsbedingt zu Ende, weiterhin verpasste der Safety Eugene Wilson einige Spiele. An die Stelle dieser wichtigen Spieler traten der Neuling Randall Gay, Earthwind Moreland, der noch nie vorher gespielt hatte, und Troy Brown, der schon seit zwölf Jahren Wide Receiver bei den Patriots war, ohne vorher je in der Verteidigung gespielt zu haben. Außerdem spielte Asante Samuel häufiger als in der vorigen Saison, in der er nur für die Dime-Formationen eingesetzt wurde. Aufgrund der neuen Spieler war das Backfield, also die Spieler hinter der Defensive Line, in dieser Spielzeit nur mittelmäßig. Die Line der Patriots war immer noch eine der Besten der Liga und wurde vom fünffachen All-Star-Spieler Richard Seymour angeführt. Zu den weiteren herausragenden Spielern neben ihm zählten die drei erfahrenen Linebacker Tedy Bruschi, Willie McGinest und Mike Vrabel, welche viele Sacks und Tackles erzielen konnten. Vrabel spielte mehrfach im Angriff, obwohl er Verteidiger war, und fing dort in der Saison zwei Bälle – beide waren Touchdowns.
In den Play-offs verbesserten sie ihre Leistung nochmal und besiegten die Indianapolis Colts im Divisional Playoff mit 20:3 Punkten. Deren Quarterback Peyton Manning wies mit unter anderem 49 geworfenen Touchdown-Pässen, dem damaligen neuen NFL-Rekord, weit bessere Statistiken als Brady auf. Darauf folgte das AFC Championship Game gegen die Pittsburgh Steelers. Die Patriots konnten in diesem Spiel dreimal einen Ball des Quarterbacks Ben Roethlisberger abfangen, was ihnen zum 43:27-Sieg verhalf.

#### Philadelphia Eagles
Mit Beginn der Saison bekamen die Philadelphia Eagles durch den Wide Receiver Terrell Owens gute Unterstützung für ein starkes Passspiel, was sie auch die ganze Saison zeigten. Für den Quarterback Donovan McNabb stellte diese Spielzeit die statistisch gesehen bis dahin beste dar; er konnte 300 von 469 Pässen bei 3.875 Yards Raumgewinn und 31 Touchdowns und nur acht abgefangenen Bällen vervollständigen. Das Laufspiel der Eagles war verhältnismäßig schlecht und konnte mit nur 1.639 Yards Raumgewinn nur den 24. Platz in der NFL erreichen. Die Offensive Line war sehr stark, zwei Spieler ebendieser wurden zum Pro Bowl gewählt, außerdem wurden drei der vier Safetys zum All-Star-Spiel der NFL ausgewählt.
Insbesondere aufgrund der Verteidigungsleistung waren die Eagles nach der regulären Saison mit einer Bilanz von dreizehn Siegen bei drei Niederlagen die beste Mannschaft der NFC. Sie setzten sich im Divisional-Play-off-Spiel mit 27:14 gegen die Minnesota Vikings durch und standen damit zum vierten Mal hintereinander im NFC Championship Game. Nachdem sie die drei vorangehenden Championship Games jedoch alle verloren, konnten sie durch ein 27:10-Sieg gegen die Atlanta Falcons in den Super Bowl einziehen.

### Play-offs
|  | Wild Card Round              | Wild Card Round              | Wild Card Round              |                               |              | Divisional Round                     | Divisional Round                     | Divisional Round                     |                                      |  | Conference Championships | Conference Championships | Conference Championships |  |  | Super Bowl | Super Bowl | Super Bowl |
|  |                              |                              |                              |                               |              |                                      |                                      |                                      |                                      |  |                          |                          |                          |  |  |            |            |            |
|  | 9. Januar – Lambeau Field    | 9. Januar – Lambeau Field    | 9. Januar – Lambeau Field    |                               |              | 16. Januar – Lincoln Financial Field | 16. Januar – Lincoln Financial Field | 16. Januar – Lincoln Financial Field |                                      |  |                          |                          |                          |  |  |            |            |            |
|  | 9. Januar – Lambeau Field    | 9. Januar – Lambeau Field    | 9. Januar – Lambeau Field    | 1                             | Philadelphia | 27                                   |                                      |                                      |                                      |  |                          |                          |                          |  |  |            |            |            |
|  | 3                            | Green Bay                    | 17                           | 1                             | Philadelphia | 27                                   | 23. Januar – Lincoln Financial Field | 23. Januar – Lincoln Financial Field | 23. Januar – Lincoln Financial Field |  |                          |                          |                          |  |  |            |            |            |
|  | 3                            | Green Bay                    | 17                           | 6                             | Minnesota    | 14                                   | 23. Januar – Lincoln Financial Field | 23. Januar – Lincoln Financial Field | 23. Januar – Lincoln Financial Field |  |                          |                          |                          |  |  |            |            |            |
|  | 6                            | Minnesota                    | 31                           | 6                             | Minnesota    | 14                                   | 23. Januar – Lincoln Financial Field | 23. Januar – Lincoln Financial Field | 23. Januar – Lincoln Financial Field |  |                          |                          |                          |  |  |            |            |            |
|  | 6                            | Minnesota                    | 31                           | 15. Januar – Georgia Dome     |              |                                      | 23. Januar – Lincoln Financial Field | 23. Januar – Lincoln Financial Field | 23. Januar – Lincoln Financial Field |  |                          |                          |                          |  |  |            |            |            |
|  |                              |                              |                              | 1                             | Philadelphia | 27                                   |                                      |                                      |                                      |  |                          |                          |                          |  |  |            |            |            |
|  | NFC                          |                              |                              | 1                             | Philadelphia | 27                                   |                                      |                                      |                                      |  |                          |                          |                          |  |  |            |            |            |
|  |                              | 2                            | Atlanta                      | 10                            |              |                                      |                                      |                                      |                                      |  |                          |                          |                          |  |  |            |            |            |
|  | 8. Januar – Qwest Field      | 2                            | Atlanta                      | 10                            |              |                                      |                                      |                                      |                                      |  |                          |                          |                          |  |  |            |            |            |
|  | NFC Championship             |                              |                              |                               |              |                                      |                                      |                                      |                                      |  |                          |                          |                          |  |  |            |            |            |
|  | 2                            | Atlanta                      | 47                           |                               |              |                                      |                                      |                                      |                                      |  |                          |                          |                          |  |  |            |            |            |
|  | 2                            | Atlanta                      | 47                           | 4                             | Seattle      | 20                                   | 6. Februar – ALLTEL Stadium          | 6. Februar – ALLTEL Stadium          | 6. Februar – ALLTEL Stadium          |  |                          |                          |                          |  |  |            |            |            |
|  | 5                            | St. Louis                    | 17                           | 4                             | Seattle      | 20                                   | 6. Februar – ALLTEL Stadium          | 6. Februar – ALLTEL Stadium          | 6. Februar – ALLTEL Stadium          |  |                          |                          |                          |  |  |            |            |            |
|  | 5                            | St. Louis                    | 17                           | 5                             | St. Louis    | 27                                   | 6. Februar – ALLTEL Stadium          | 6. Februar – ALLTEL Stadium          | 6. Februar – ALLTEL Stadium          |  |                          |                          |                          |  |  |            |            |            |
|  | 15. Januar – Heinz Field     |                              |                              | 5                             | St. Louis    | 27                                   | 6. Februar – ALLTEL Stadium          | 6. Februar – ALLTEL Stadium          | 6. Februar – ALLTEL Stadium          |  |                          |                          |                          |  |  |            |            |            |
|  | 8. Januar – Qualcomm Stadium | 8. Januar – Qualcomm Stadium | 8. Januar – Qualcomm Stadium | N1                            | Philadelphia | 21                                   |                                      |                                      |                                      |  |                          |                          |                          |  |  |            |            |            |
|  | 8. Januar – Qualcomm Stadium | 8. Januar – Qualcomm Stadium | 8. Januar – Qualcomm Stadium | N1                            | Philadelphia | 21                                   |                                      |                                      |                                      |  |                          |                          |                          |  |  |            |            |            |
|  | 8. Januar – Qualcomm Stadium | 8. Januar – Qualcomm Stadium | 8. Januar – Qualcomm Stadium |                               | A2           | New England                          | 24                                   |                                      |                                      |  |                          |                          |                          |  |  |            |            |            |
|  | 8. Januar – Qualcomm Stadium | 8. Januar – Qualcomm Stadium | 8. Januar – Qualcomm Stadium |                               | A2           | New England                          | 24                                   |                                      |                                      |  |                          |                          |                          |  |  |            |            |            |
|  | 8. Januar – Qualcomm Stadium | 8. Januar – Qualcomm Stadium | 8. Januar – Qualcomm Stadium | Super Bowl XXXIX              |              |                                      |                                      |                                      |                                      |  |                          |                          |                          |  |  |            |            |            |
|  | 8. Januar – Qualcomm Stadium | 8. Januar – Qualcomm Stadium | 8. Januar – Qualcomm Stadium | 1                             | Pittsburgh   | 20*                                  |                                      |                                      |                                      |  |                          |                          |                          |  |  |            |            |            |
|  | 4                            | San Diego                    | 17                           | 1                             | Pittsburgh   | 20*                                  | 23. Januar – Heinz Field             | 23. Januar – Heinz Field             | 23. Januar – Heinz Field             |  |                          |                          |                          |  |  |            |            |            |
|  | 4                            | San Diego                    | 17                           | 5                             | N.Y. Jets    | 17                                   | 23. Januar – Heinz Field             | 23. Januar – Heinz Field             | 23. Januar – Heinz Field             |  |                          |                          |                          |  |  |            |            |            |
|  | 5                            | N.Y. Jets                    | 20*                          | 5                             | N.Y. Jets    | 17                                   | 23. Januar – Heinz Field             | 23. Januar – Heinz Field             | 23. Januar – Heinz Field             |  |                          |                          |                          |  |  |            |            |            |
|  | 5                            | N.Y. Jets                    | 20*                          | 16. Januar – Gillette Stadium |              |                                      | 23. Januar – Heinz Field             | 23. Januar – Heinz Field             | 23. Januar – Heinz Field             |  |                          |                          |                          |  |  |            |            |            |
|  |                              |                              |                              | 1                             | Pittsburgh   | 27                                   |                                      |                                      |                                      |  |                          |                          |                          |  |  |            |            |            |
|  | AFC                          |                              |                              | 1                             | Pittsburgh   | 27                                   |                                      |                                      |                                      |  |                          |                          |                          |  |  |            |            |            |
|  |                              | 2                            | New England                  | 41                            |              |                                      |                                      |                                      |                                      |  |                          |                          |                          |  |  |            |            |            |
|  | 9. Januar – RCA Dome         | 2                            | New England                  | 41                            |              |                                      |                                      |                                      |                                      |  |                          |                          |                          |  |  |            |            |            |
|  | AFC Championship             |                              |                              |                               |              |                                      |                                      |                                      |                                      |  |                          |                          |                          |  |  |            |            |            |
|  | 2                            | New England                  | 20                           |                               |              |                                      |                                      |                                      |                                      |  |                          |                          |                          |  |  |            |            |            |
|  | 2                            | New England                  | 20                           | 3                             | Indianapolis | 49                                   |                                      |                                      |                                      |  |                          |                          |                          |  |  |            |            |            |
|  | 3                            | Indianapolis                 | 3                            | 3                             | Indianapolis | 49                                   |                                      |                                      |                                      |  |                          |                          |                          |  |  |            |            |            |
|  | 3                            | Indianapolis                 | 3                            | 6                             | Denver       | 24                                   |                                      |                                      |                                      |  |                          |                          |                          |  |  |            |            |            |
|  |                              |                              |                              | 6                             | Denver       | 24                                   |                                      |                                      |                                      |  |                          |                          |                          |  |  |            |            |            |

- (*) nach Verlängerung

### Preisanstieg
Die Karten wurden wie jedes Jahr unter den Mannschaften verteilt – je 17,5 % gingen an die Patriots und Eagles, 5 % an die Gastgeber, die Jacksonville Jaguars, 34,8 % an die 29 verbleibenden Mannschaften und die übrigen 25,2 % gingen an die NFL und deren Sponsoren oder wurden verlost. Die Preise für solch eine Karte lagen offiziell bei 500 $ für die günstigsten Plätze, auf dem Schwarzmarkt etwa bei dem Vierfachen. Die Preise für Hotels in Jacksonville und Umgebung haben sich für dieses Wochenende mehr als verzehnfacht, Parkplätze direkt am Stadion kosteten für den Spieltag mehrere hundert Dollar.

### Fernsehübertragungen
In den Vereinigten Staaten übertrug der Sender FOX Super Bowl XXXIX im Rahmen des NFL-on-FOX-Programms. Kommentatoren waren Joe Buck und Chris Collinsworth. Zusätzlich war Troy Aikman als Reporter am Spielfeldrand tätig. In Deutschland wurde das Endspiel der NFL von Premiere Sport 1 digital unverschlüsselt gesendet. Moderator des Spiels war Günter Zapf, der von Sebastian Hellmann als Co-Moderator unterstützt wurde. In Österreich wurde er vom Österreichischen Rundfunk gezeigt.
Weltweit wurde der Super Bowl in über 220 Ländern auf mindestens 30 Sprachen übertragen, dabei wurde er von etwa 960 Millionen Menschen verfolgt. Mit 50 Millionen Zuschauern gab es in Japan die höchste Zuschauerzahl außerhalb der USA.

### Werbung
Wie jedes Jahr waren die Werbespots während des Super Bowls die teuersten der Welt, in der Produktion sowie in der Sendezeit. So kosteten 30 Sekunden Sendezeit rund 2,4 Millionen US-Dollar, was umgerechnet damals etwa 1,8 Millionen Euro entsprach. Wie jedes Jahr durfte die Werbung in Deutschland aus rechtlichen Gründen nicht gezeigt werden, auf Premiere waren jedoch öfter die ersten paar Sekunden zu sehen.
Erstmals in einem Super Bowl wurde eine Werbung durch eine andere ersetzt. Der Domainprovider GoDaddy.com spielte in seinem Werbespot auf den Halbzeitshoweklat des Vorjahres an, bei dem Janet Jackson eine wardrobe malfunction (englisch für „Garderobenfehlfunktion“) hatte, als Justin Timberlake ihr vermeintlich aus Versehen das Oberteil auszog, was auch als Nipplegate bezeichnet wurde. In der Werbung bewarb sich die Wrestlerin Candice Michelle als Werbefigur für GoDaddy.com für die Super-Bowl-Werbung, dabei fiel der Träger ihres Oberteils mehrmals ab. Ursprünglich sollte die Werbung zweimal gespielt werden; die zweite Ausstrahlung, die für die letzten zwei Minuten vor der ersten Halbzeit geplant war, wurde dann jedoch durch eine Promotion für die anschließende Die-Simpsons-Folge ersetzt.
I’m going to Disney World (englisch für „Ich gehe nach Disney World“), eine Kampagne der Walt Disney Company, wurde das erste Mal seit Super Bowl XXI nicht ausgestrahlt. Die Zeitung USA Today wählte den Spot der Biermarke Bud Light zur besten Werbung dieses Super Bowls. In diesem Clip soll ein furchtsamer Mitflieger mit einem Fallschirm aus dem Flugzeug springen, traut sich aber nicht. Ein Freund wirft ein Sechserpack Bud Light raus, trotzdem springt er noch nicht. Daraufhin rennt der einzige Pilot des Flugzeugs aus dem Cockpit und springt, ohne Fallschirm, selbst dem Bier nach. Dann springt der Freund des furchtsamen Fallschirmspringers selbst und lässt diesen im rasch fallenden Flugzeug alleine.

### Vor dem Spiel
Am Tag des Spiels traten unter anderem John Fogerty, Kelly Clarkson, die Black Eyed Peas, Earth, Wind and Fire, Charlie Daniels und Gretchen Wilson in Jacksonville auf. Unmittelbar vor dem Anstoß des Spiels sang Alicia Keys „America the Beautiful“ zu Ehren des im Juni 2004 verstorbenen Ray Charles. Die Nationalhymne der Vereinigten Staaten wurde von den Chören der United States Military Academy, der United States Naval Academy, der United States Air Force Academy und der United States Coast Guard Academy vorgetragen. Unterstützt wurden sie dabei von den Trompeten der „United States Army Herald Trumpets“.
Bei der traditionellen Luftparade flogen dieses Mal zwei McDonnell Douglas F/A-18 und zwei Lockheed Martin F-22, welche damals die modernsten Flugzeuge der United States Air Force waren. Der darauf folgende Münzwurf wurde von jugendlichen Footballspielern aus Jacksonville ausgeführt, um die Nachwuchsförderung der National Football League zu verdeutlichen. Zum dritten Mal wurden die Mannschaften als The Patriots beziehungsweise The Eagles vorgestellt. Dieser Modus wurde bei Super Bowl XXXVI von den Patriots eingeführt, vorher war jeder Spieler einzeln genannt worden. In einem vorher aufgenommenen Video sagte der aus Philadelphia stammende Will Smith die Eagles sowie der aus Massachusetts stammende Michael Chiklis die Patriots an.

### Halbzeitshow
Die Halbzeitshow wurde von Paul McCartney musikalisch gestaltet. Er wurde ausgewählt, weil er nach dem Halbzeitshoweklat beim Super Bowl XXXVIII im Vorjahr als „sicher“ gegen unliebsame Überraschungen galt. McCartney spielte drei Lieder der Beatles (Drive My Car, Get Back und Hey Jude) sowie eines der Wings (Live and Let Die). Für seinen Auftritt kamen etwa 10.000 weitere Zuschauer auf das Spielfeld, die sich um die Bühne in der Mitte versammelten. Paul McCartney erhielt etwa 3,5 Millionen US-Dollar für die weniger als 10 Minuten dauernde Darbietung.

## Spielverlauf

### Erste Hälfte
Das Spiel begann mit einem Ballverlust auf Seiten der Eagles. Nach einem Sack durch den Linebacker Willie McGinest verlor Eagles-Quarterback Donovan McNabb den Ball, der von den Patriots aufgenommen wurde, was den Ballbesitz für die Patriots auf Philadelphias 34-Yard-Linie zur Folge hatte. Der Cheftrainer der Eagles, Andy Reid, zweifelte an dieser Entscheidung der Schiedsrichter und rief eine Coach’s Challenge aus. Aufgrund des Videobeweises wurde der Spielzug zurückgesetzt, denn McNabb war schon am Boden, als er den Ball aus den Händen fallen ließ.
Beide Mannschaften konnten im frühen Spiel keine weiten Pässe oder Läufe erzielen. Die erste größere Möglichkeit für einen Punktgewinn hatten die Eagles. McNabb warf einen 30-Yard-Pass auf Terrell Owens, durch eine Strafe konnten sie noch weitere neun Yards gewinnen, so dass sie sich in der Red Zone, den 20 Yards direkt vor der gegnerischen Endzone, der Patriots befanden. Im nächsten Spielzug wurde McNabb jedoch von Linebacker Mike Vrabel gesackt, was einen Verlust von 16 Yards zur Folge hatte. Daraufhin warf McNabb einen Pass in die Endzone, der allerdings von Asante Samuel abgefangen wurde. Da dieser Spielzug aber eine regelwidrige Berührung auf Seiten der Patriots beinhaltete, bekamen die Eagles den Ball wieder. Sie verspielten jedoch auch die zweite Möglichkeit, da der Safety Rodney Harrison den Ball wieder abfing.
Philadelphias Verteidigung gelang es im Gegenzug, die Patriots bei ihrer Angriffsserie zu einem Punt, einer Ballabgabe nach einem Schuss des Balles, zu zwingen. Dieser missglückte, weshalb die Eagles ihre nächste Angriffsserie an der gegnerischen 45-Yard-Linie beginnen konnten. Doch auch diesmal verbauten sich die Eagles die Chance auf Punkte, L. J. Smith verlor den Ball nach einem Tackle von Randall Gay aus den Händen.
Dennoch schafften es die Philadelphia Eagles erneut, die Patriots zu einem Punt zu zwingen, und bekamen den Ball tief in ihrer eigenen Hälfte zurück. Diesmal spielten sie ihre Angriffsserie jedoch weitaus besser und erzielten in 9 Spielzügen 81 Yard und schafften es somit bis zur gegnerischen Endzone. McNabb gelang ein 6-Yard-Pass zu Smith, was einen Touchdown und nach dem Extrapunkt eine Führung von 7:0 zur Folge hatte.
Die Patriots kamen während ihrer nächsten Angriffsserie rasch bis zur gegnerischen 4-Yard-Linie. Der beinahe sichere Punktegewinn endete jedoch erneut in einem Fumble, was wiederum Ballbesitz für die Eagles bedeutete. Diese kamen dennoch nicht über ihre eigene 10-Yard-Linie hinaus und mussten einen Punt schlagen. Die Patriots kämpften sich erneut, diesmal erfolgreicher, an die gegnerische Endzone heran, wo Tom Brady mit einem kurzen Pass auf David Givens ausgleichen konnte. Das Ergebnis von 7:7 war gleichzeitig auch der Halbzeitstand.

### Zweite Hälfte
Die Patriots kamen durch ein starkes Passspiel direkt nach der Halbzeitpause 71 Yards voran. Ein 2-Yard-Pass zu Vrabel vollendete die Angriffsserie und bedeutete eine 14:7-Führung für New England. Allerdings hielt der Vorsprung nicht lange, denn noch im selben Viertel konnten die Eagles mit einem 10-Yard-Pass von McNabb zu Biran Westbrook ausgleichen. Mit dem Stand von 14:14 endete das dritte Viertel und, das erste Mal in der Geschichte des Super Bowls, das letzte Viertel begann mit Punktgleichstand beider Mannschaften.
Das entscheidende letzte Viertel begann optimal für die Patriots, die sofort durch einen Touchdown in Führung gingen. Schlüsselspieler dieser Angriffsserie war Kevin Faulk, der insgesamt 39 Yards zurücklegte und sein Team in eine vielversprechende Position brachte. Runningback Corey Dillon brachte sein Team mit einem 2-Yard-Lauf erneut sieben Punkte in Führung. Philadelphia konnte den darauffolgenden Ballbesitz nicht nutzen und so kamen die Patriots wieder ins Spiel. Cheftrainer Belichick brachte sein Team durch einen gewonnenen Videobeweis nur wenige Yards vor der gegnerischen Red Zone. New England nutzte die Chance und versuchte es mit einem Field Goal. Adam Vinatieri gelang das 22-Yard-Field-Goal und baute den Vorsprung auf 24:14 aus.
Nach einem erfolglosen Angriff bekamen die Eagles den Ball nach einem Punt der Patriots wieder zurück. Diesmal gelangen ihnen 79 Yards in 13 Spielzügen und abschließend ein 30-Yard-Touchdown-Pass zu Greg Lewis. Damit konnten die Eagles auf 21:24 verkürzen, allerdings waren nur noch knapp zwei Minuten zu spielen. Mit einem Onside-Kick versuchten die Eagles direkt beim Kick-Off den Ball selbst wiederzuerlangen, was allerdings missglückte. In ihrer folgenden Angriffsserie versuchten die Patriots die Zeit durch reines Laufspiel herunterzuspielen und damit die Eagles zum Nehmen ihrer Timeouts zu zwingen. Der Angriff endete mit einem Punt, der die Eagles tief in ihrer eigenen Hälfte in Ballbesitz brachte. Sie standen an ihrer eigenen 4-Yard-Linie und hatten nur noch 46 Sekunden, um zu punkten.
Im ersten Spielzug warf McNabb den Ball unter starkem Druck der Verteidigung der Patriots an Westbrook. Dieser fing den Ball und wurde sofort angegriffen und zu Boden gebracht. Anstatt den Ball fallen zu lassen, um die Uhr zu stoppen, erzielten die Eagles keinen Raumgewinn und konnten auch die Uhr nicht anhalten. Im zweiten Versuch, mit immer größerem Zeitdruck im Rücken, probierten sie es mit einem langen Pass zu Owens, der auch missglückte. Im dritten und wegen der nur noch kurzen verbleibenden Spielzeit letzten Versuch entglitt Smith der Ball aus den Händen, was eine Interception und somit auch den Sieg für die New England Patriots nach sich zog.

### Statistiken
| nach NFL.com                  | N.E. Patriots | P. Eagles |
| ----------------------------- | ------------- | --------- |
| First Downs                   | 24            | 21        |
| Gesamter Raumgewinn           | 331           | 369       |
| Geworfene Yards               | 219           | 324       |
| vollständige Pässe – Versuche | 23-33         | 30-51     |
| Gelaufene Yards               | 112           | 45        |
| Laufversuche                  | 28            | 17        |
| Yards pro Lauf                | 4.0           | 2.6       |
| Strafen – Yards               | 7-47          | 3-35      |
| Sacks                         | 2-17          | 4-33      |
| Ballverluste                  | 1             | 4         |
| Fumbles – davon verloren      | 1-1           | 2-1       |
| Interceptions geworfen        | 0             | 3         |
| Zeit des Angriffs             | 31:37         | 28:23     |

Graphischer Vergleich der Sacks, Fumbles und Interceptions.

Statistisch gesehen lagen beide Mannschaften vom Raumgewinn her in etwa gleichauf, die Patriots waren eher auf das Laufspiel und die Eagles auf das Passspiel fokussiert. So warf Donovan McNabb insgesamt 51-mal, traf jedoch nur 30-mal einen Empfänger. Dadurch erzielte er drei Touchdowns bei insgesamt 357 Yards Raumgewinn. Seine Mannschaft konnte lediglich 44 Yards bei 17 Versuchen erlaufen, was einem Durchschnitt von 2,6 Yards pro Lauf entspricht. McNabb machte die drei Interceptions und zwei Fumbles für die Niederlage der Eagles verantwortlich, wie er nach dem Spiel gesagt hat:

“I said all week turnovers would be the key and they were for [the Patriots]. As a quarterback you want to make sure you take care of the ball — turnovers kill you.”

„Ich habe immer gesagt, dass Ballverluste der Schlüsselpunkt sind und das waren sie [für die Patriots] auch. Als ein Quarterback will man den Ball kontrollieren – Ballverluste sind tödlich.“

Brady warf 33 Bälle und konnte rund 70 % dieser vervollständigen, also 23 Stück. Dadurch erzielte er lediglich einen Raumgewinn von 236 Yards bei zwei Touchdowns. Der statistisch beste Passempfänger der Patriots war Deion Branch, der elf Pässe für 133 Yards Raumgewinn, jedoch keinen Touchdown, fing.

### Taktik
Die Patriots spielten beim Super Bowl eine vollkommen andere Verteidigungsstrategie als in der vorangehenden Spielzeit. Dort benutzten sie ein sogenanntes 3–2-Club-Schema, in diesem Spiel jedoch eine 4–3-Aufstellung, die Eagles behielten ihre Strategie aus der Saison bei. Auch die Angriffsstrategie New Englands änderte sich, vor dem Super Bowl waren auch sie auf das Passspiel spezialisiert, in dem Spiel aber auf das sicherere Laufspiel. Die Eagles blieben wie bei ihrer Verteidigung die ganze Zeit bei derselben Strategie, die die Patriots bereits durchblickt hatten.

## Nach dem Spiel
Die NFL zahlte jedem teilnehmenden Spieler der Patriots einen Bonus von 68.000 US-Dollar, jedem der Eagles 36.500 Dollar. Am Lebenshaltungskostenindex gemessen entspricht dies weniger als der bei Super Bowl I gezahlten Summe.
Nach dem Spiel wurden die Patriots und die Eagles als fast unbesiegbar angesehen, da sie sehr gut aufgebaut und stabil waren, sie wechselten den Trainerstab nicht häufig bis gar nicht und hatten damit gut durchdachte Strategien. Auch die Einstellung, Geld zu verdienen spielte eine Rolle. So sagte Robert K. Kraft, Besitzer der Patriots, dass es darauf ankommt was die Mannschaft machen will, entweder so viel Geld wie es geht, oder gewinnen. Die Patriots hatten drei Super Bowls in nur vier Jahren gewonnen und waren nach Super Bowl XXXIX nur noch die „Patriots-Dynastie“, die die NFL beherrschte. Trotz dieser guten Vorhersagen schaffte es keins der beiden Teams im nächsten Jahr am Super Bowl teilzunehmen. New England blieb jedoch eine herausragende Mannschaft und konnte 2007 die Saison mit einer Bilanz von 18:1 fast ungeschlagen verlassen, um das zweite Team der NFL mit einer Perfect Season zu sein. Sie verloren jedoch bei Super Bowl XLII gegen die New York Giants.

## Kader der Mannschaften

### New England Patriots
Headcoach der Mannschaft war Bill Belichick, Offensive Coordinator war Charlie Weis und Defensive Coordinator Romeo Crennel.

### Philadelphia Eagles
Headcoach der Mannschaft war Andy Reid, Offensive Coordinator war Brad Childress und Defensive Coordinator Jim Johnson.